# Heliophanus congolensis
Heliophanus congolensis este o specie de păianjeni din genul Heliophanus, familia Salticidae, descrisă de Giltay, 1935. Conform Catalogue of Life specia Heliophanus congolensis nu are subspecii cunoscute.